# Governo Federal da Somália
Governo Federal da Somália (somali:  Dowladda Federaalka Soomaaliya, em árabe: حكومة الصومال الاتحادية) é o governo internacionalmente reconhecido da República Federal da Somália.
O Governo Federal da Somália foi estabelecido em 20 de agosto de 2012, após o término do mandato interino do Governo Federal de Transição. 
Compreende oficialmente o ramo executivo do governo, com o Parlamento servindo como o poder legislativo. É chefiado pelo presidente da Somália, a quem o gabinete responde através do primeiro-ministro. 